# Муллоджанова, Шоиста Рубиновна
Шоиста Рубиновна Муллоджанова (3 сентября 1925, Сталинабад, Таджикская АССР, СССР — 26 июня 2010, Нью-Йорк, США) — советская таджикская певица (лирическое сопрано) и педагог. Народная артистка Таджикской ССР (1957).

## Биография
Родилась Шоиста в 1925 г. с еврейским именем Шушана в Сталинабаде в семье Сивиё и Рубена Муллоджановых. С 1941 г. — в ансамбле рубобисток Таджикской филармонии.
В 1946 г. она вышла замуж за Ефрема Харитоновича Беняева, в семье родилось трое детей, Анна (живёт в США), Негмат (доктор наук, живёт в Москве) и Софья (живёт в Вене).
После свадьбы переехала в Москву — Муллоджановой предложили учиться в консерватории.
В 1953 г. окончила Московскую консерваторию (по классу Д. Б. Белявской). После окончания учёбы ей предложили остаться в Москве или в Ташкенте, но она выбрала Душанбе. Здесь её встретили прекрасно, дали хорошую квартиру. И она стала много петь.
Участвовала почти во всех спектаклях театра оперы и балета им. С. Айни: «Тахир и Зухра», «Евгений Онегин», «Царская невеста», «Чио-Чио-сан», «Травиата». Всего спела 15 оперных партий (лирическое сопрано).
В своих воспоминаниях Муллоджанова рассказывала, что в 1947 году во время декады литературы и искусства Таджикистана в Москве она выступала перед правительством, и после того, как спела народную песню «Иди Зафар», Сталин аплодировал ей стоя.
«Шли годы, я начала преподавать в Таджикском государственном институте искусств, стала доцентом, у меня появились талантливые ученики. Недавно в Нью-Йорке у меня в гостях побывала моя первая ученица — Народная артистка Таджикской ССР Мастона Иргашева. Скажу вам откровенно, в нашей общине много прекрасных артистов, музыкантов, композиторов. Думаю, что нужно передавать молодежи наш богатый опыт, научить их артистическому мастерству…».
С 1958 г. — солистка Таджикской филармонии. Гастролировала за рубежом (Индия, Индонезия, Финляндия, Франция, Греция, Нидерланды, Дания, Таиланд и др.) и везде старалась познакомить слушателей с таджикским искусством.
С 1975 г. преподавала в Таджикском государственном институте искусств имени М. Турсунзаде.
Её самая известная песня «Иди Зафар» («Праздник Победы») была написана в г. Душанбе буквально за одну ночь на День Победы в 1945 году народным поэтом Республики Таджикистан Боки Рахимзода и композитором Зиёдулло Шахиди. Песня прозвучала утром 9 мая 1945 года в душанбинском Парке отдыха и культуры имени В. Ленина (ныне — Боги устод Рудаки). Песню она исполняла на таджикском и русском языках. Эту же песню она спела в конце апреля 2010 года в Нью-Йорке в генеральном консульстве России на торжественной церемонии, приуроченной к 65-летию Победы над фашизмом.
26 июня 2010 г. скончалась в больнице района Квинс, Нью-Йорк, США. Была похоронена 27 июня, 2010 г. на еврейском кладбище на Лонг-Айлнеде в Нью-Йорке.

## Награды и звания
- Народная артистка Таджикской ССР (1957).
- Награждена орденами Ленина, Трудового Красного Знамени (1957)[1], «Знак Почёта», Отечественной войны и другими. Лауреат премии Всемирного фестиваля молодежи и студентов в Москве в 1957 г.
- Медаль «За трудовую доблесть» (1954)[2]

## Народные песни
- Tajik Song